# Ausschuss für die friedliche Nutzung des Weltraums
Der Ausschuss für die friedliche Nutzung des Weltraums (englisch Committee on the Peaceful Uses of Outer Space, COPUOS) ist der Ausschuss der Vereinten Nationen für Regelungen in der Raumfahrt. Dieser ständige Ausschuss wurde von der Generalversammlung der VN am 12. Dezember 1959 durch die Resolution 1472 als Instrument für die Entwicklung des Weltraumrechts eingerichtet. 1959 hatte der Ausschuss 24 Mitglieder, 2022 sind es 102 Mitglieder
COPUOS besteht aus drei Ausschüssen, die jeweils einmal jährlich tagen:
- einem Hauptausschuss (Vorsitzender: Omran Sharaf, Vereinigte Arabische Emirate) und zwei Unterausschüssen:
  - dem wissenschaftlich-technischen Unterausschuss (WTUA; Vorsitzender: Juan Francisco Facetti, Paraguay) und
  - dem Rechtsunterausschuss (RUA; Vorsitzende: Nomfuneko Majaja, Südafrika).

Die Aufgabe des Ausschusssekretariats übernimmt das Büro der Vereinten Nationen für Weltraumfragen in Wien.